# Turing Baronets

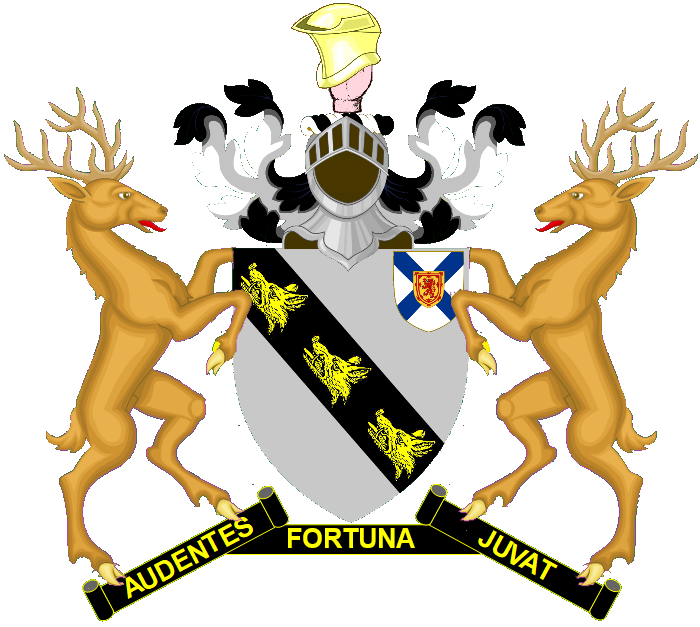
Wappen der Turing Baronets, of Foveran

Turing Baronet, of Foveran in the County of Aberdeen, ist ein erblicher britischer Adelstitel (Baronetcy) in der Baronetage of Nova Scotia.
Der Titel wurde 1638 von König Charles I. für seinen Gefolgsmann John Turing geschaffen.
Der britische Autor und Historiker Sir John Dermot Turing, 12. Baronet, Neffe des berühmten britischen Codebreakers Alan Turing (1912–1954), ist der aktuelle Titelträger.

## Turing Baronets, of Foveran (1638)
- Sir John Turing, 1. Baronet (um 1595–1662)
- Sir John Turing, 2. Baronet († 1682)
- Sir John Turing, 3. Baronet (1680–1733)
- Sir Alexander Turing, 4. Baronet (1702–1782)
- Sir Inglis Turing, 5. Baronet (1743–1791)
- Sir Robert Turing, 6. Baronet (1745–1831)
- Sir James Henry Turing, 7. Baronet (1791–1860)
- Sir Robert Fraser Turing, 8. Baronet (1827–1913)
- Sir James Walter Turing, 9. Baronet (1862–1928)
- Sir Robert Andrew Henry Turing, 10. Baronet (1895–1970)
- Sir John Leslie Turing, 11. Baronet (1895–1987)
- Sir John Dermot Turing, 12. Baronet (* 1961)

Titelerbe (Heir Apparent) ist der älteste Sohn des aktuellen Titelinhabers, John Malcolm Ferrier Turing (* 1988).